# Leonie Balter
Leonie Balter (Hoensbroek, 1991) is een Nederlandse marathonloopster. Zij is tevens postdoc psychoneuro-immunologie aan het Karolinska-instituut en is geaffilieerd aan de universiteit van Stockholm. Op 16 oktober 2022 werd zij op de Marathon van Amsterdam Nederlands kampioen.

## Persoonlijke records
In onderstaande tabel staan de persoonlijke records van Leonie Balter
| Onderdeel      | Prestatie | Datum            | Plaats     |
| -------------- | --------- | ---------------- | ---------- |
| 3.000 m        | 9.36,82   | 22 mei 2021      | Stockholm  |
| 5.000 m        | 16.18,63  | 12 juni 2022     | Sollentuna |
| 10.000 m       | 33.34,68  | 31 mei 2022      | Stockholm  |
| 10 km          | 33.38     | 12 februari 2023 | Schoorl    |
| 15 km          | 52.15     | 19 november 2023 | Nijmegen   |
| Halve Marathon | 1:12.34   | 2 april 2023     | Berlijn    |
| Marathon       | 2:37.00   | 20 februari 2022 | Sevilla    |

## Resultaten

### 10 km
- 2013: 9e Nederlands kampioenschap 10 km - Utrecht - 35.51
- 2022:  Nederlands kampioenschap 10 km - Venlo - 34.22
- 2023: 7e NK in Schoorl - 33.38

### Marathon
- 2022:  Nederlands kampioenschap marathon - Amsterdam - 2:37.41[4]

### veldlopen
- 2022:  Mescherbergloop